# PDC World Pairs Championship
Het PDC World Pairs Championship, ook wel Golden Wonder World Pairs Championship genoemd, was een jaarlijks officieus wereldkampioenschap voor (vrije) koppels georganiseerd door de PDC. In 1998 werd het toernooi vervangen door de World Grand Prix. De eerste winnaars waren Eric Bristow en Dennis Priestley in 1995. In 1996 wonnen Phil Taylor en Bob Anderson de titel. De laatste winnaars van het toernooi waren Raymond van Barneveld en Roland Scholten in 1997.

## Winnaars PDC World Pairs Championship
| Editie | Locatie                                | Winnaar                               | Legs  | Verliezend finalist           |
| ------ | -------------------------------------- | ------------------------------------- | ----- | ----------------------------- |
| 1995   | Butlins Wonderwest World, Ayr          | Eric Bristow Dennis Priestley         | 14–9  | Keith Deller Jamie Harvey     |
| 1996   | Willows Variety Centre, Salford        | Phil Taylor Bob Anderson              | 18–15 | Chris Mason Steve Raw         |
| 1997   | Butlins Southcoast World, Bognor Regis | Raymond van Barneveld Roland Scholten | 18–15 | Rod Harrington Richie Burnett |